# Siedem Prorok. Polski rap
Siedem Prorok. Polski rap – siódmy solowy album polskiego rapera Dudka P56, którego premiera odbyła się 27 lutego 2015 roku. Wydawnictwo ukazało się nakładem wytwórni Fonografika.
Album zadebiutował na 6. miejscu polskiej listy sprzedaży OLiS.

## Lista utworów
Źródło.
1. "Intro"
2. "Siódme niebo
3. "Ruszaj w drogę" (gości. Wilku)
4. "Coś się zbliża" (gości. Miejski Sort)
5. "Przecieram szybę"
6. "Czasy"
7. "Siedem"
8. "Polski rap" (gości. Kala, Bosski Roman, Egon & Vander)
9. "Dąż do cudów"
10. "Dla Ciebie tak to leci" (gości. Robson Pro)
11. "Samo serce" (gości. Em P56)
12. "Słowo dla ludzi 3"
13. "Więzy krwi"
14. "Z mych słów chociaż kilka" (gości. Pumba, End & KonkretZs)
15. "Warszawski styl" (gości. PRG, Ekran Klimatu Ulicznego, INKG, Robson Pro & Warunia)
16. "Zero przypadkowych twarzy"
17. "Tak jak chce" (gości. Rest)
18. "Będą gadać" (gości. Jongmen, Hazzidy & Kłyza)
19. "Noc i dzień (gości. Konflikt)
20. "Outro"